# Clémence Guetté

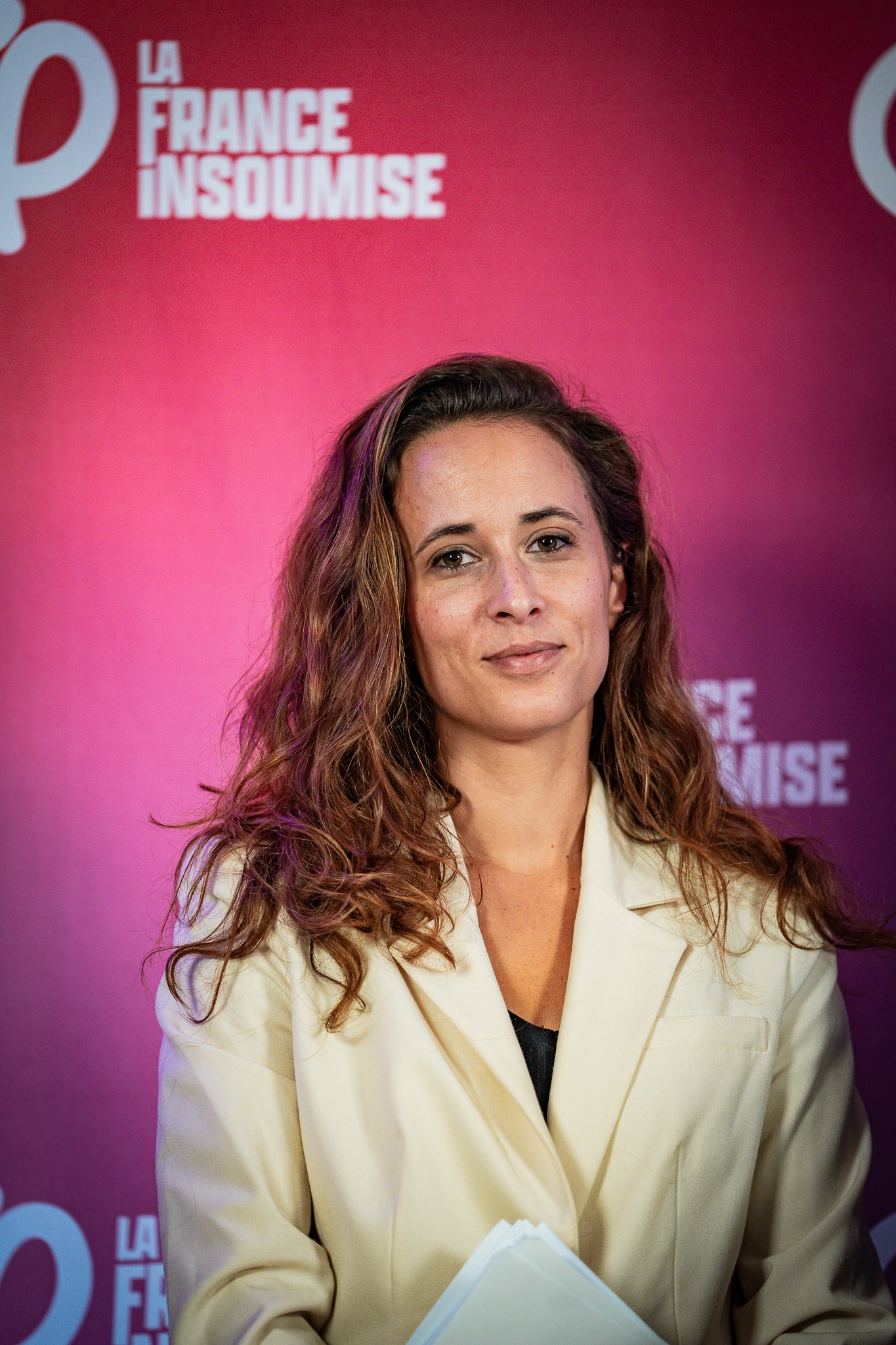
Clémence Guetté im März 2025

Clémence Guetté (* 15. März 1991 in Bressuire, Frankreich) ist eine französische Politikerin der La France Insoumise (LFI). Sie ist Mitglied der Französischen Nationalversammlung. Seit 2023 ist sie Co-Präsidentin des französischen Think Tanks Institut de la Boetie.

## Werdegang
Clémence Guetté ist 1991 in Bressuire geboren und ist im Dorf Montagny bei Bressuire im Département Deux-Sèvres aufgewachsen. Sie ist die Tochter einer Englischlehrerin und eines Hausmannes. Nach einem Bachelor in Politikwissenschaften von der Universität Poiters hat sie an der Science Po Paris ihren Master gemacht. Während ihren Studienzeit war sie für kurze Zeit Mitglied beim größten Studentenverband von Frankreich.  2010 schloss sie sich der Parti de Gauche an.

## Politische Laufbahn
Später politisierte sie bei der Bewegung für die Sechste Republik, wo sie ihren Förderer Jean-Luc Mélenchon kennenlernte. Die Bewegung ging 2016 in der neugegründeten La France Insoumise auf, für welche sie zusammen mit Charlotte Girard für das Parteiprogramm zuständig wurde. Ab 2017 war sie Generalsekretärin der LFI in der Französischen Nationalversammlung. 2022 wurde sie in die Französische Nationalversammlung gewählt.  Am 19. Juli 2022 wurde sie zur Vize-Präsidentin der Nationalversammlung gewählt.
2024 reiste sie auf Einladung des Institut polaire français Paul-Émile-Victor zusammen mit Jimmy Pahun der Partei Modem zur Antarktis.  Dort besuchte sie die französische Basis Dumont-d’Urville.
Seit 2023 ist sie zusammen mit Jean-Luc Mélenchon Co-Präsidentin des Institut de la Boetie, eines Think Tanks der sich für die Zusammenarbeit von Politik, Wissenschaft und des Aktivismus einsetzt.